# 上山善紀
上山 善紀（うえやま よしのり、1914年9月21日 - 2009年8月25日）は、日本の実業家。近畿日本鉄道（近鉄）元社長（大阪電気軌道創業から10代目）・会長、近鉄グループの元代表者。

## 来歴・人物
新潟県西蒲原郡島上村（現：燕市）に東京大学学生・上山善治、ヨシの長男として生まれる。生家は浄土真宗本願寺派（西本願寺）・勝誓寺。
新潟高等学校を経て1940年京都帝国大学法学部卒業後、日魯漁業（現：マルハニチロ）を経て1945年に近鉄入社。
1981年に代表取締役社長、1987年に会長、1994年に相談役就任。
1995年、勲一等瑞宝章受章。
社長就任時には「攻めの経営」を表明し、三大プロジェクトと位置付けた上本町やあべの橋のターミナル整備、東大阪線開業に注力した。また顧客とのコミュニケーションを重視し、「ABC (Action for Better Communication) の精神」を唱えた。上本町ターミナル整備は1985年、東大阪線開業は1986年と社長在任中に完成したが、阿部野橋ターミナル整備完成は1988年で社長退任後であった。
1981年から近鉄バファローズのオーナー代行を務め、1989年10月、佐伯勇（当時名誉会長）の死去を受けオーナー昇格。1998年まで務めた。オーナー在任期間には故郷である新潟でバファローズの公式戦（新潟シリーズ）が開かれた。ただし、近鉄バファローズに在籍した新潟県出身のプロ野球選手は一人もいなかった。
1984年5月からは当時(旧)近鉄百貨店と違って上場していた京都近鉄百貨店の取締役に就任し、翌年に発行された同社の設立50周年記念誌で同百貨店の思い出を語っている。
その他関西経済連合会副会長、飛鳥保存財団理事長、朝日放送、関西電力、全日本空輸などの取締役、日野自動車非常勤監査役、本願寺門徒総代、財団法人文楽協会理事長（創立者の佐伯勇より引き継いだ。2008年山口昌紀に譲り顧問に就任）、大阪コンベンションビューロー理事長を歴任。
2009年8月25日、肺炎のため死去。94歳没。翌年の近鉄創立100周年を目前にして旅立った。
なお、日本政府は死亡日の8月25日付にて上山に従三位を追贈した。

## 発言
- 京都帝国大学在学時は既に大阪府豊中市に自宅があって、北白川の下宿から週末ごとに阪急京都線で帰る生活を送っていたが、時には京都駅前の丸物本店で土産を買って国鉄東海道本線を利用することにしていた。同百貨店は、1966年に近鉄グループの出資を受けて、上山も仕事上の関係ができた[3]。「京都近鉄百貨店」時代には上記のように取締役に就いたこともあるが、法人は近鉄百貨店と合併し、当時立ち寄った本店は近鉄百貨店京都店となって2007年に閉店した。
- 近鉄沿線から離れた大阪府豊中市（阪急宝塚線沿線）に在住していたため、社長就任の頃どうしてかと問われることがあった。この時、上山は「（近鉄沿線の）例えば奈良に住んでいればどの方角を向いても、寺や神社に足を向けてしまうことになる。これがもったいないことなので豊中に住んで足を北に向けて寝れば、沿線の神社仏閣の罰があたるわけがない」と答えた[5]。なお、近鉄の幹部には少数ではあるが近鉄沿線外に住む者もいる。
- 近鉄バファローズが低迷していた1990年代半ば、「優勝したら逆立ちします」と発言した。当時既に80歳を越えており、話題になった。
- バファローズが球団合併を発表した際には、近鉄関係者でありながら、合併には「賛成しません」と発言[6]、この合併がオリックス・宮内義彦オーナーと彼の手練手管に屈した近鉄側一部首脳によって押し切られたものであったことを示唆した。

## 脚註
1. ↑  「95年秋の叙勲　勲一等・勲二等」『読売新聞』1995年11月3日朝刊
2. ↑  「近畿日本鉄道100年のあゆみ」p.373
3. 1 2  「株式会社設立五十周年記念誌」P11 - 1985年 京都近鉄百貨店総務本部
4. ↑  会社法人としては現在の朝日放送グループホールディングス。放送局としては現在の朝日放送テレビ・朝日放送ラジオ。
5. ↑  島野盛郎「躍進する私鉄」P.59  - 1991年4月 ダイヤモンド社
6. ↑  2004年6月14日付・日刊スポーツ東京本社版